# ГЕС-ГАЕС Ремпен
ГЕС-ГАЕС Ремпен — гідроелектростанція у центральній частині Швейцарії. Становить верхній ступінь каскаду, створеного у сточищі річки Вегіталер Аа (через Цюрихське озеро, Ліммат та Ааре належить до басейну Рейну) на ресурсах північного схилу Швейцарських Альп.
Основне водосховище каскаду створене на Вегіталер Аа (до впадіння у водосховище має назву Аберенбах) за допомогою бетонної гравітаційної греблі висотою 112 метрів та довжиною 156 метрів, на спорудження якої знадобилось 237 тис. м3 матеріалу. Це утворило водойму довжиною 5 км та шириною до 1,2 км, з максимальною площею поверхні 4,25 км2. При коливанні рівня між позначками 850 та 900 метрів над рівнем моря вона має корисний об'єм 147,4 млн м3. Враховуючи розташування машинного залу на висоті 642 метри НРМ, це забезпечувало напір до 258 метрів. Через певний час ліцензійними умовами на використання гідроресурсів максимальний експлуатаційний рівень водосховища знизили до 880 метрів, що зменшило корисний об'єм до 76 млн м3, а максимальний напір до 238 метрів.
Від греблі до машинного залу через гірський масив правобережжя Вегіталер Аа веде дериваційний тунель довжиною 3,7 км та діаметром 3,6 метра, який після вирівнювальної камери переходить у два напірні водогони змінним діаметром від 2,4 до 2,05 метра. Машинний зал станції обладнаний чотирма турбінами типу Френсіс потужністю по 15 МВт, які забезпечують виробництво 60 млн кВт·год електроенергії на рік.
Відпрацьована вода відводиться до нижнього балансуючого резервуара об'ємом 360 тис. м3, звідки подається на нижній ступінь ГЕС Siebnen.
Також у складі гідроагрегатів працюють чотири насоси загальною потужністю 15 МВт, які дозволяють здійснювати гідроакумуляцію шляхом перекачування води із нижнього балансуючого резервуару до сховища Вегіталерзе.